# Stephane Franke
Stephane Franke (Versalles, Francia, 12 de febrero de 1964-23 de junio de 2011) fue un atleta alemán de origen francés especializado en la prueba de 10000 m, en la que ha conseguido ser medallista de bronce europeo en 1998.

## Carrera deportiva
En el Campeonato Europeo de Atletismo de 1994 ganó la medalla de bronce en los 10000 metros, corriéndolos en un tiempo de 28:07.95 segundos, llegando a meta tras el español Abel Antón y el belga Vincent Rousseau (plata).
Cuatro años después, en el Campeonato Europeo de Atletismo de 1998 volvió a ganar la medalla de bronce en la misma prueba, con un tiempo de 27:59.90 segundos, llegando a meta tras el portugués António Pinto y su compatriota alemán Dieter Baumann (plata).